# ミニッツメイド
ミニッツメイド（英語: Minute Maid）は、アメリカ合衆国発祥の果実飲料のブランド名で、日本では日本コカ・コーラが販売している。

## 概説
1945年、アメリカ合衆国マサチューセッツ州ボストンにて生まれた。
名前は、創業当初に市販を開始した凍結濃縮方式の製品は水で溶かすとすぐにジュースが出来たことから、「すぐに (Minute)」「ジュースが出来る (Made)」のを一分で戦闘準備ができる民兵「ミニットマン (Minute Man)」にかけ、同音異義語の「Maid」と「Made」を掛けたことに由来する。
現在の米国本社は、ザ コカ・コーラ カンパニーの子会社で、テキサス州シュガーランドにある。
現在も、果汁を使用している製品については濃縮還元の果汁を使っている。果物の収穫時期により風味のバランスが異なるため、果汁を凍らせて保存している。

## 日本で販売されている製品のラインナップ
1995年に日本で販売を開始した時点では輸入製品（340ml缶・473mlびん）だった。1996年に国産化。1997年に缶製品の容量が280gになった。業務が展開した現在の製品ラインナップは、果実飲料、健康志向飲料、ゼリー飲料などと幅広い。また、容器種によって製造・販売会社が異なる。
缶及びPET製品は、飲料専門の受託製造業者からのOEM供給が主だが、缶製品の一部はコカ・コーライーストジャパンプロダクツ埼玉工場(2014年以前は静岡工場で製造)、四国コカ・コーラボトリング小松第二工場で製造されている 。
紙パック製品は、1999年より日本コカ・コーラと明治乳業（現・明治）と業務提携し、明治が製造・販売を行っていたが2021年に全製品販売終了。
ただし、以下の製品は当初より日本コカ・コーラが製造・販売元であり、2021年以降も継続されている。
- マクドナルドで販売している「アップル100%」200ml紙パック
- JAL機内のドリンクサービスで提供される「アップル100%」「オレンジ100％」1000ml紙パック（無菌充填）
- 業務用製品の「オレンジ100％」「アップル100%」「ピンク・グレープフルーツ100％」1000ml紙パック（無菌充填）

「Qoo（クー）」と「ヨーグルスタンド」、「紅茶花伝 クラフティー」、「ファンタ プレミア」は本ブランドの果汁として使用されている（「Qoo」のみ2012年から2017年まで、および2022年以降は「ミニッツメイド Qoo」としてサブブランド化していた）。

### 現行販売製品（※は取扱いを終了した容量）
- 朝の健康果実
  - オレンジブレンド（350mlPET）
- アロエ&白ぶどう（280g缶）
- アップル100%（1000ml紙パック・200ml紙パック） - 無菌充填製品。1000ml紙パックはJAL機内でのドリンクサービスなど業務用限定、200ml紙パックはマクドナルド限定。
- オレンジ100%（1000ml紙パック） - 業務用製品。無菌充填のため常温での長期保存が可能。
- ピンク・グレープフルーツ100%（1000ml紙パック） - 業務用製品。無菌充填のため常温での長期保存が可能。
- 1日分のマルチビタミン（280mlPET） - 北海道限定。
- はちみつゆず（280ml加温PET） - 冬季限定品、2012年9月に「モネ はちみつゆず」をリニューアルし、本ブランドに統合した。かつて側面にひろはまかずとしによる詩が掲載されていた。
- 朝ゼリーシリーズ（180gパウチ） - 元々は「モーニングデリ」のブランドで発売されていた製品。朝マンゴは一旦販売を終了していたが、2010年3月より復活。
  - 朝バナナ
  - 朝マンゴ
  - 朝リンゴ
- ぎゅっ！とフルーツ　グレープブレンド　鉄分(280PET)
- ぎゅっ！とフルーツ　ピンクグレープフルーツブレンド　食物繊維(280PET)

### 販売終了品
- 朝の健康果汁
  - ベジタブルミックス
- 朝の健康果実
  - フルーティーベジタブル（280g缶）
- 朝ゼリー
  - 朝ベリー
  - 朝オレンジ
  - 朝グレープ
- アセロラC
- アップル（280ml広口PET） - 旧コカ･コーラウエストエリア限定。
- おいしいフルーツ青汁（190g缶） - キューサイ青汁使用。
- 大人の贅沢白ぶどう＆ピーチ（190ml缶） - 自販機限定。果汁100%の微炭酸。
- 大人の贅沢ぶどう（300mlボトル缶・280ml缶・190ml缶） - 300mlボトル缶は北海道限定、190ml缶は自販機限定。果汁100%の微炭酸。
- 大人の贅沢ピンクグレープフルーツ ブレンド（410mlPET・190ml缶） - 190ml缶は自販機限定。果汁100%の微炭酸。
- 大人の贅沢りんご（410mlPET・300mlボトル缶・190ml缶） - 300mlボトル缶は北海道限定、190ml缶は自販機限定。果汁100%の微炭酸。
- 果実生まれの乳酸菌
- カムカム
- グーニュー（280ml広口PET） - しっかりとした濃い乳製品をベースに、フルーツ果汁、ナタデココ、乳酸菌入り発酵乳をブレンドした飲料[3]。広口キャップを採用。
  - ストロベリー
  - パイナップル
  - ピーチ
- 健康果実
  - オレンジブレンド パワーミックス
  - ピンクグレープフルーツブレンド ビューティーミックス
  - カシス&グレープ ダブルポリフェノール
- 健康レシピ
  - ビューティミックス（旧・野菜と果実の健康レシピ ビューティーミックス）
  - 生活習慣ケア
- ごろっと果実（270ml広口PET） - 関東の一部スーパー・コンビニ限定。
  - パイン
  - ピーチ
- デリ
  - フルーティーキャロット（190g缶・160g缶）
  - デリシャス・トマト（190g缶）
- デリシャスオレンジブレンド（250g缶・280g缶） - 沖縄限定。果汁20%、沖縄地区で販売を終了したHI-Cオレンジ200ml瓶の代替品として、ホテル・レストラン向けに250g缶を販売していたが、容量を280g缶に変更して自販機でも展開。実質的にはQooオレンジ（現･Qoo みかん）の代替品にもなっている。
- トリプルベリー
- はちみつゆず 四国限定（500mlPET、280mlPET） - 四国限定。2013年4月15日より280mlペットボトルを発売開始。2013年夏季限定販売の予定であったが、パッケージリニューアルおよび500mlペットボトルを追加して2014年から2018年頃まで販売。加温用よりも糖類を減らし、さっぱりとした味覚設計になっている。ラベルには「四国名所巡り」として観光地を紹介している。
- BEAUTIA（ビューティア） - 2007年発売。2006年に同名の独立ブランド製品が出ており、パッケージはほぼ同じだが、含まれる成分が異なる(2006年版はCoQ10、2007年版はγ-トコフェロール)。
- ファイバーイン/ファイバーイン190【特定保健用食品】
- ホットレモネード（280g缶、280ml加温PET） - 冬季限定品
- ホットレモン（※350ml加温PET・440ml加温PET） -ファミリーマート限定。
- ホットゆず（※350ml加温PET・440ml加温PET） -ファミリーマート限定。
- まるごとJuice Bar - 野菜や果物の濃い味わいと果実感のある美味しさ・飲みやすさを両立した果汁分60%+野菜汁40%のジュース。砂糖・食塩・保存料不使用。
- リモ・ナーダ（247mlびん・280g缶） - スペイン生まれの大人向けレモネード。保存料不使用。
- りんごの果実ジュレ - ゼリー飲料
- チルド製品（明治が販売）
  - 1日分のマルチビタミン（200mlスリム紙パック）
  - 1日不足分の食物繊維（200mlスリム紙パック）
  - 1日不足分の野菜（200mlスリム紙パック）
  - オレンジ100%（200mlスリム紙パック、1000ml紙パック）
  - カシス&グレープ100%（500ml紙パック、1000ml紙パック）
  - グレープ100%（200mlスリム紙パック、250ml紙パック）
  - ピーチブレンド100%（200mlスリム紙パック）
  - ピンク・グレープフルーツ100%（200mlスリム紙パック、500ml紙パック、1000ml紙パック）
  - フルーツ&ベジタブル100%（200mlスリム紙パック）
  - レッド&グリーンアップル100%（200mlスリム紙パック、250ml紙パック、1000ml紙パック）

このほか季節限定製品もあり。